# Vedtrådmossa
Vedtrådmossa (Cephalozia macounii) är en levermossart som först beskrevs av Aust., och fick sitt nu gällande namn av Aust.. Vedtrådmossa ingår i släktet trådmossor, och familjen Cephaloziaceae. Enligt den finländska rödlistan är arten akut hotad i Finland. Enligt den svenska rödlistan är arten akut hotad i Sverige. Arten förekommer i Svealand och Nedre Norrland. Arten har tidigare förekommit i Götaland men är numera lokalt utdöd. Artens livsmiljö är skogslandskap.